# Theodor Duesterberg
Theodor Duesterberg (19. října 1875 Darmstadt – 4. listopadu 1950 Hameln) byl do konce 1. světové války důstojníkem pruské armády a v meziválečném období jedním ze dvou vůdců významné polovojenské organizace Stahlhelm, Bund der Frontsoldaten.

## Politická činnost
V roce 1932 byl Duesterberg nominován Stahlhelmem a Německou národně lidovou stranou (DNVP), jako jeden ze čtyř kandidátů, do voleb na německého prezidenta. Šanci na dobrý výsledek mu překazili nacisté, kteří odhalili, že Duesterberg má židovské předky. V první reakci chtěl rezignovat na své funkce, ale poté co mu to přátelé rozmluvili, navrhl ještě přísnější protižidovské regule pro každého člena Stahlhelmu. Přesto není dostatečně objasněné, proč Adolf Hitler, když se stal v roce 1933 německým kancléřem, Duesterbergovi nabídl pozici v nově vytvářeném kabinetu. Duesterberg však tuto nabídku odmítl.
Během Noci dlouhých nožů v roce 1934 byl Duesterberg zatčen a poslán do koncentračního tábora v Dachau. Internován byl ale jen krátce a po jeho propuštění o něm nejsou oficiální zmínky. Je doloženo pouze, že v roce 1943 měl omezené kontakty s Hitlerovým oponentem Carlem Goerdelerem, ale v jeho plánech proti Hitlerovi nakonec Duesterberg nejspíše nehrál žádnou roli. V roce 1949 vydal paměti pod názvem „Ocelové helmy a Hitler“ (Der Stahlhelm und Hitler), v nichž obhajoval svou předválečnou politickou činnost a snažil se prokázat nezávislost Stahlhelmu na nacistické ideologii.